# Андреев, Юрий Викторович
Ю́рий Ви́кторович Андре́ев (3 марта 1937, Ленинград — 17 февраля 1998, Санкт-Петербург) — советский и российский историк-антиковед. Доктор исторических наук (1979), профессор Санкт-Петербургского университета, автор более ста научных работ по античности, в том числе ряда монографий.

## Биография
Отец был старшим научным сотрудником в НИИ постоянного тока, мать — инженером, специалистом по сварке. Интересы родителей способствовали увлечению сына историей, музыкой и искусством, сформировали любовь к гуманитарным дисциплинам.
В детстве Юра вместе с матерью пережил одну блокадную зиму. Они были эвакуированы в августе 1942 года и вернулись в Ленинград в 1944 году.
В 1954 году Андреев с золотой медалью окончил школу и поступил на исторический факультет ЛГУ, окончив его в 1959 г. В 1960—1963 учился в аспирантуре при университете. С тех пор судьба Ю. В. Андреева тесно связана с университетом. Здесь он защитил кандидатскую (1967) и докторскую (1979) диссертации, стал доцентом и профессором (с 1981) по кафедре истории древней Греции и Рима, одним из крупнейших специалистов в области ранней греческой истории и опытным педагогом.
В 1980-е годы Андреев вошёл в состав авторского коллектива, выпустившего трехтомную «Историю древнего мира». Эта книга выдержала ряд изданий и по праву считается одним из лучших отечественных пособий по истории древности. Затем, однако, в 1982 году из-за административных проблем ушёл из ЛГУ в Ленинградское отделение Института археологии АН СССР, где был сначала старшим научным сотрудником, а с 1986 до конца жизни заведовал Группой античной археологии.
В феврале 1991 Высшая аттестационная комиссия присвоила ему звание профессора археологии.

## Научная деятельность

### Область научных интересов
История Греции от эпохи ранней бронзы (начало III тыс. до н. э.) до классической (до IV в. до н. э.).
Тема кандидатской диссертации: «Мужские союзы в дорийских городах-государствах (Спарта и Крит)».
Тема докторской диссертации: «Гомеровское общество. Основные тенденции социально-экономического и политического развития Греции в XI—VIII вв. до н. э.».
В качестве причинного объяснения древнегреческой культуры Андреев указывал особенности географической среды.

### Основные работы
- Андреев Ю. В. Раннегреческий полис (Гомеровский период). — Л.: Изд-во ЛГУ, 1976. — 144 с.
- Андреев Ю. В., Кузищин В. И., Маринович Л. П., Кошеленко Г. А. История Древней Греции. — М.: Высшая школа, 1986. — 382 с. (переизд.: 1996, 2005)
- Андреев Ю. В. Островные поселения Эгейского мира в эпоху бронзы / АН СССР, Институт археологии, Ленинградское отд-ние. — Л.: Наука. Ленингр. отд-ние, 1989. — 232 с. — ISBN 5-02-027163-2.
- Андреев Ю. В. Поэзия мифа и проза истории. — Л.: Лениздат, 1990. — 224 с. — (Культура и религия). — 100 000 экз. — ISBN 5-289-00797-0.
- Эгейский мир: природная среда и ритмы культурогенеза (Материалы к конф. «Древ. мир: проблемы экологии», 18—20 сент. 1995 г., Москва). — М., 1995. — 25 с.
- Андреев Ю. В. Цена свободы и гармонии: Несколько штрихов к портрету греческой цивилизации / Послесл. и список основных тр. Ю. В. Андреева, В. Ю. Зуева. — СПб.: Гос. Эрмитаж; Алетейя, 1998. — 400, [30] с. — (Античная библиотека. Исследования). — ISBN 5-89329-101-8.
- Андреев Ю. В. От Евразии к Европе: Крит и Эгейский мир в эпоху бронзы и раннего железа (III — нач. I тысячелетия до н. э.). — СПб.: Дмитрий Буланин, 2002. — 864 с. — ISBN 5-86007-273-2.
- Андреев Ю. В. Раннегреческий полис (гомеровский период). Избранные статьи / Вступ. ст. Ю. А. Виноградова. — 2-е изд., доп. — СПб.: ИЦ «Гуманитарная Академия», 2003. — 448 с. — 1500 экз. — ISBN 5-93762-026-7.
- Андреев Ю. В. Мужские союзы в дорийских городах-государствах (Спарта и Крит). — СПб.: Алетейя, 2004. — 336 с. — (Античная библиотека. Исследования). — 1500 экз. — ISBN 5-89329-669-9.
- Андреев Ю. В. Гомеровское общество: Основные тенденции социально-экономического и политического развития Греции XI—VIII вв. до н. э.. — СПб.: Нестор-История, 2004. — 496 с.
- Андреев Ю. В. Архаическая Спарта: Искусство и политика. — СПб.: Нестор-История, 2008. — 342 с. — 1500 экз. — ISBN 978-5-98187-237-2.
- Андреев Ю. В. В ожидании «греческого чуда». — СПб.: Нестор-История, 2010. — 776 с. — 1000 экз. — ISBN 978-5-98187-597-7.
- Андреев Ю. В. Поселения эпохи бронзы на территории Греции и островов Эгеиды. — СПб.: Нестор-История, 2013. — 384 с. — (Исторические исследования). — 1000 экз. — ISBN 978-5-90598-792-2.
- Андреев Ю. В. История и миф. — СПб.: ИЦ «Гуманитарная Академия»; Ювента, 2018. — 376 с. — (Историческая библиотека; Труды Института истории материальной культуры РАН. Т. L).